# Manendragarh
Manendragarh ist eine Stadt im indischen Bundesstaat Chhattisgarh.
Die Stadt ist Teil des Distrikts Koriya. Manendragarh hat den Status eines Municipal Council. Die Stadt ist in 21 Wards gegliedert. Sie hatte am Stichtag der Volkszählung 2011 33.071 Einwohner, von denen 17.119 Männer und 15.952 Frauen waren. Die Alphabetisierungsrate lag 2011 bei 86,7 % und damit über dem nationalen Durchschnitt. Hindus bilden mit einem Anteil von ca. 77 % die Mehrheit der Bevölkerung in der Stadt. Muslime bilden mit einem Anteil von ca. 16 % eine Minderheit.
In der Umgebung von Manendragarh wird Kohleabbau betrieben. Manendragarh wurde vor etwa 100 Jahren noch von Stammesbevölkerung besiedelt. Später wurde die Stadt den Briten für den Kohleabbau entwickelt. Straßen- und Eisenbahnlinien wurden auch noch in der britischen Ära gebaut.